# Ряжик
Ря́жик (рос. Ряжик) — селище у складі Горноуральського міського округу Свердловської області.
Населення — 138 осіб (2010, 146 у 2002).
Національний склад станом на 2002 рік: росіяни — 94 %.
Стара назва — Режик.